# Ferdinand Georg Waldmüller
Ferdinand Georg Waldmüller (15. ledna 1793 Vídeň – 23. srpna 1865 Hinterbrühl, předměstí Vídně) byl rakouský malíř, portrétista a krajinář, označovaný za jednoho z nejvýznamnějších představitelů biedermeieru, středoevropského romantismu a neoklasicismu.

## Život
V letech 1807-1811 studoval na Akademii výtvarných umění ve Vídni malbu u profesorů Huberta Maurera a Johanna Baptisty Lampiho, již tehdy vynikl jako mimořádně talentovaný portrétista a byl vyznamenán Gundelovou cenou. Studia přerušil a živil se jako miniaturista, pobýval mj. v Bratislavě a v roce 1811 se stal na tři roky učitelem kreslení dětí v rodině hraběte Gyulaye v chorvatském Záhřebu. Tam se seznámil se svou první manželkou, dvorní operní pěvkyní Katharinou Weidnerovou, sestrou malíře portrétů Josefa Weidnera. V roce 1814 se s ní oženil a doprovázel ji na turné po trase Baden-Praha-Brno-Vídeň, pracoval jako malíř divadelních kulis a pokračoval v tom i v roce 1817 v divadle U Korutanské brány ve Vídni, kam jeho žena nastoupila do angažmá. 
Na vídeňské akademii výtvarných umění ještě v roce 1818 absolvoval lekce olejomalby u Josefa Langeho a krajinářství u Johanna Nepomuka Schödlbergera (1779–1853). Roku 1822 již byl všeobecně uznávaným mistrem. Namaloval mnoho portrétů, také rodinných (specialitou byly skupinové portréty v krajině), žánrových obrazů a zátiší. V roce 1823 jej lipské nakladatelství Breitkopf & Härtel pověřilo vytvořením jednoho z nejznámějších portrétů Ludwiga van Beethovena, jehož originál byl zničen ve druhé světové válce, černobílé reprodukce a grafické kopie se dochovaly v mnoha vydáních knih. 

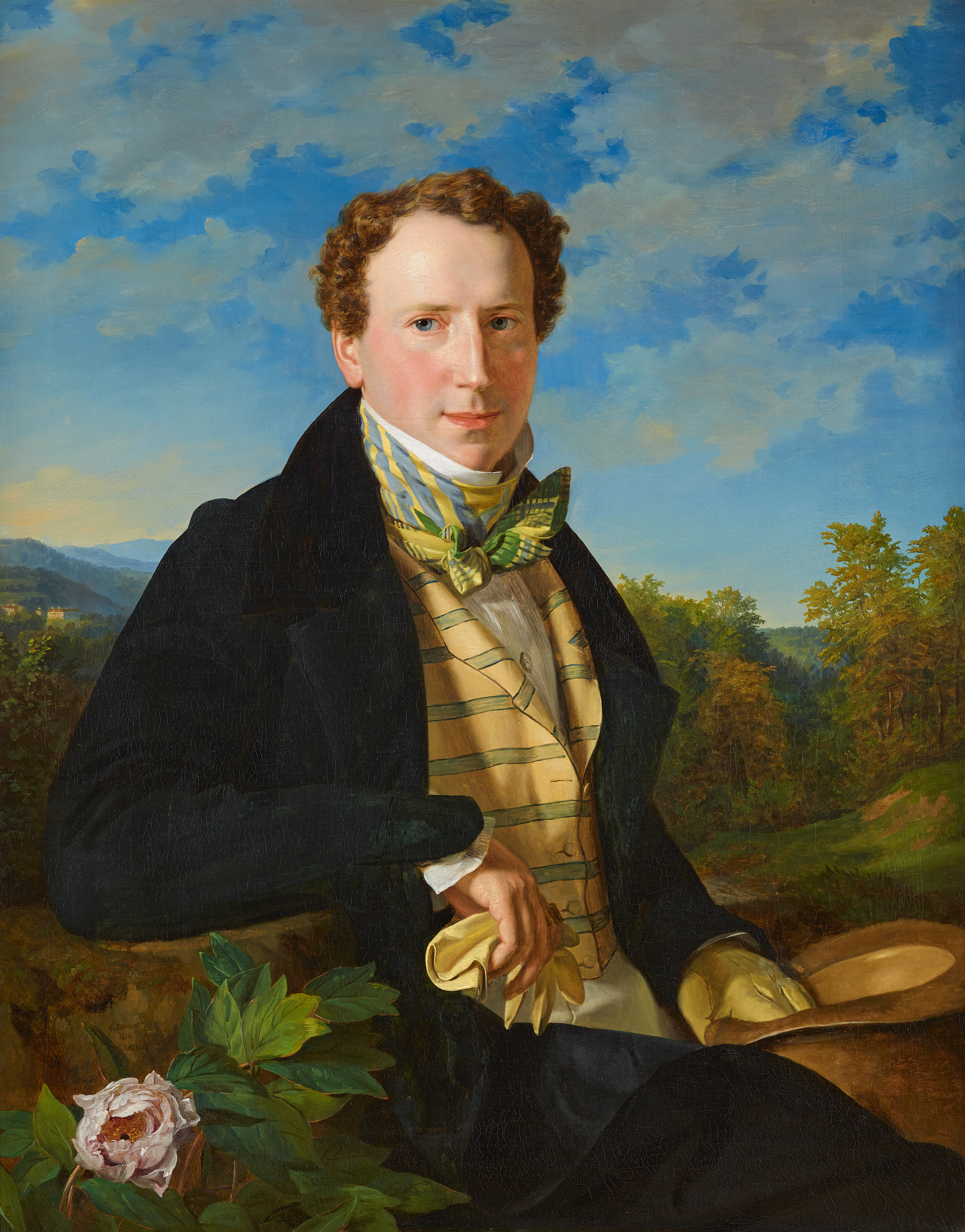
Autoportrét v krajině (1828)

V roce 1827 byl pověřen portrétováním císaře Františka I., což mu zajistilo další zakázky z aristokratických kruhů. V letech 1825–1844 podnikl Waldmüller několik studijních cest do Itálie. V roce 1829 se stal kustodem obrazárny Akademie s titulem a hodností profesora. V roce 1830 podnikl svou první cestu do Paříže. V následujících letech pro sebe objevil krajinu Solné komory, kde trávil letní pobyty v Bad Ischlu. Více se orientoval na žánr a krajinomalbu, své romantické kompozice vždy stylizoval s důrazem na detaily a vybavení venkovských stavení. Dbal na propojení lidského příběhu s krajinou a vykreslení charakterových typů. Realismus jeho obrazů, způsob zacházení se světlem a zpracování scén v přímém slunečním světle převyšovyly zvyklosti dobové malby, ale stále stále se jednalo o idealizovanou a pečlivě aranžovanou podobu venkovského života.
V roce 1834 se rozvedl a následně se oženil s modistkou Annou Bauerovou. 
V roce 1835 se Waldmüller stal řádným radou Akademie a v roce 1836 spolu s Josefem Führichem vytvořil katalog obrazárny Akademie. 
Na základě své učitelské praxe vytvořil novou metodiku studia a koncepci výuky malířství, vycházející ze studia přírody (tu později publikoval ve třech teoretických spisech). Dostal se do prudkých sporů s vedením akademie, které jeho metody odmítlo, nepomohla ani Metternichova podpora. Spory vyústily roku 1850 ve ztrátu ateliéru na akademii a v roce 1857 ve Waldmüllerův nucený odchod do důchodu.
V roce 1854 se Waldmüller dostal do dluhů a musela ho živit manželka z příjmů svého modistického salónu. Náležitý mezinárodní respekt mu přinesla roku 1856 výstava v Buckinghamském paláci v Londýně, v roce 1861 v Kolíně nad Rýnem a 1862 opět v Londýně. Roku 1864 jej císař František Josef I plně rehabilitoval.
Waldmüller zemřel ve svém letním sídle v Hinterbrühlu, obci na předměstí Vídně a byl pohřben ve Vídni–Matzleinsdorfu. Hrob byl přenesen, nově upraven a hřbitov byl na jeho počest pojmenován Waldmüllerův park.

### Pomník
V parku před vídeňskou radnicí je Waldmüllerův pomník. 

## Galerie

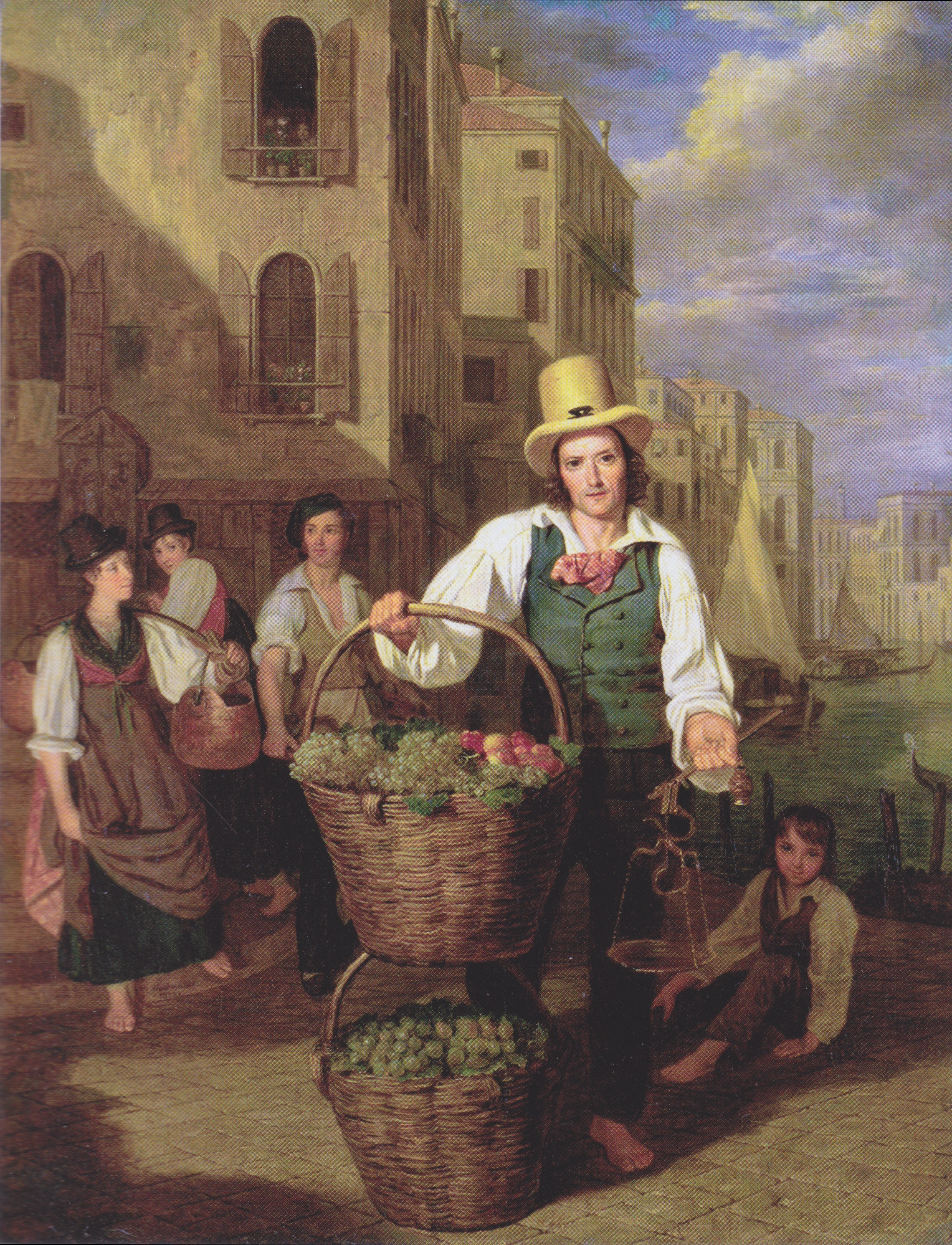
Benátský prodavač ovoce (1826)
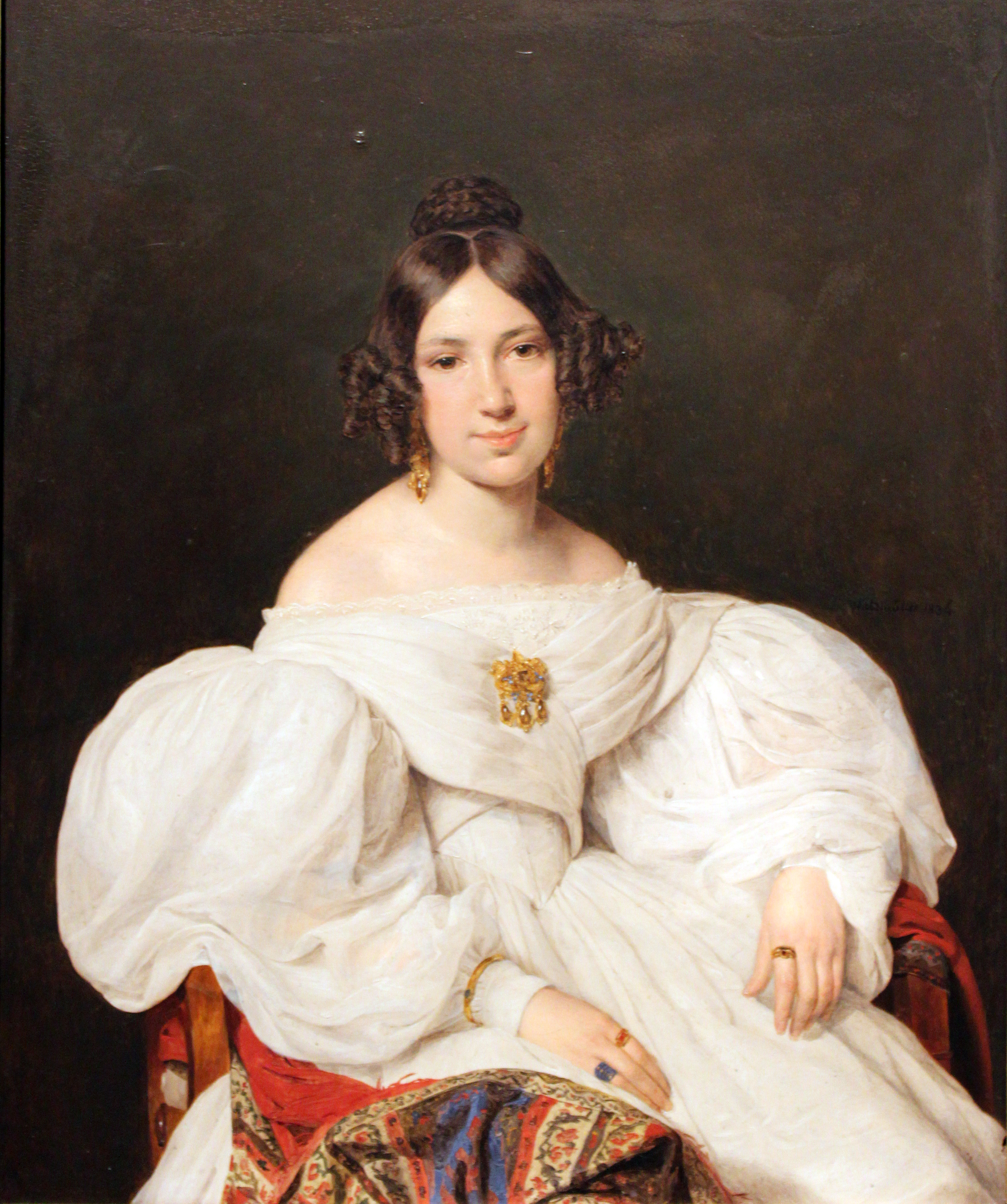
Louisa Mayerová (1836)
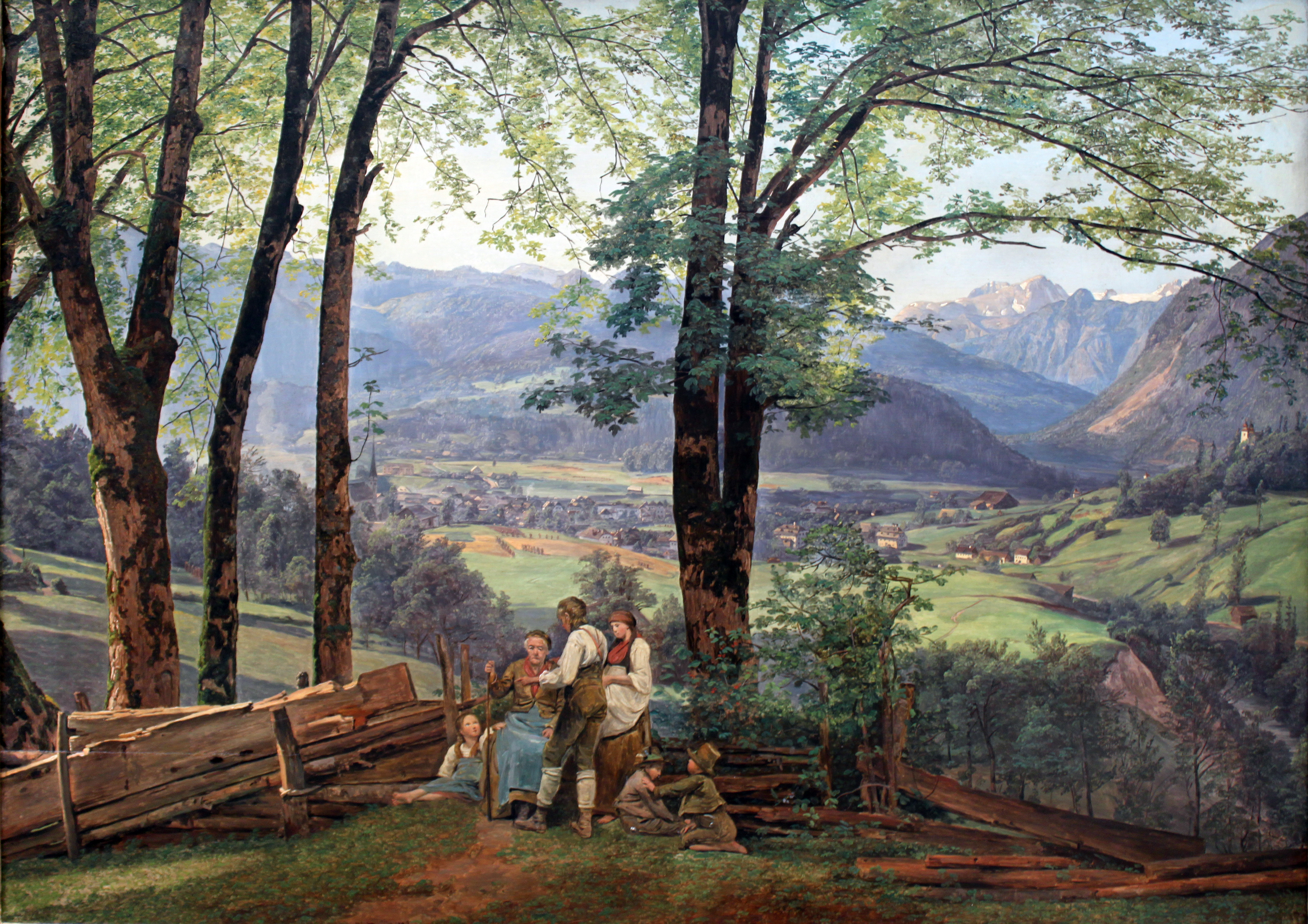
Pohled na Bad Ischl (1838)
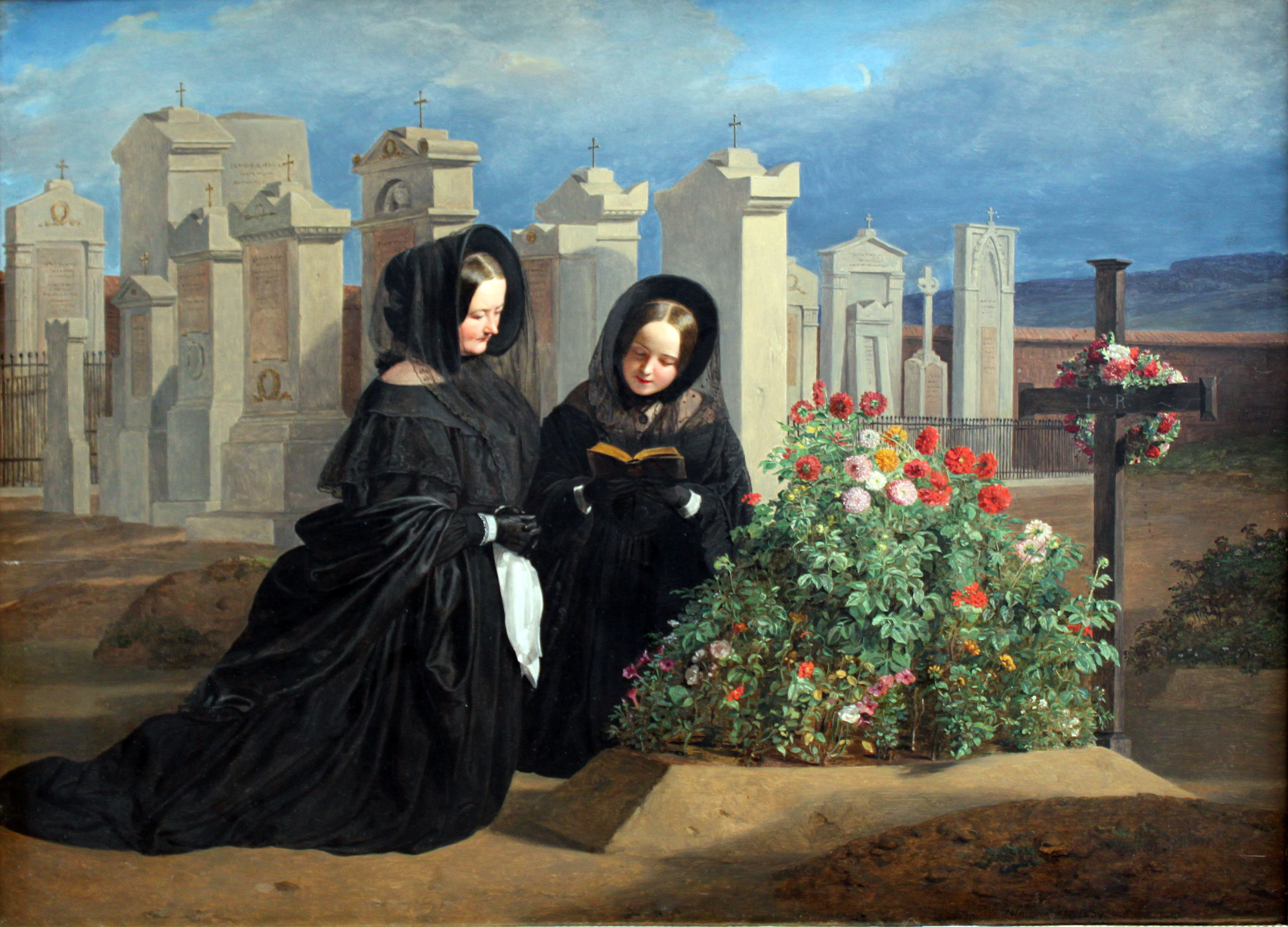
Na Dušičky (1839)
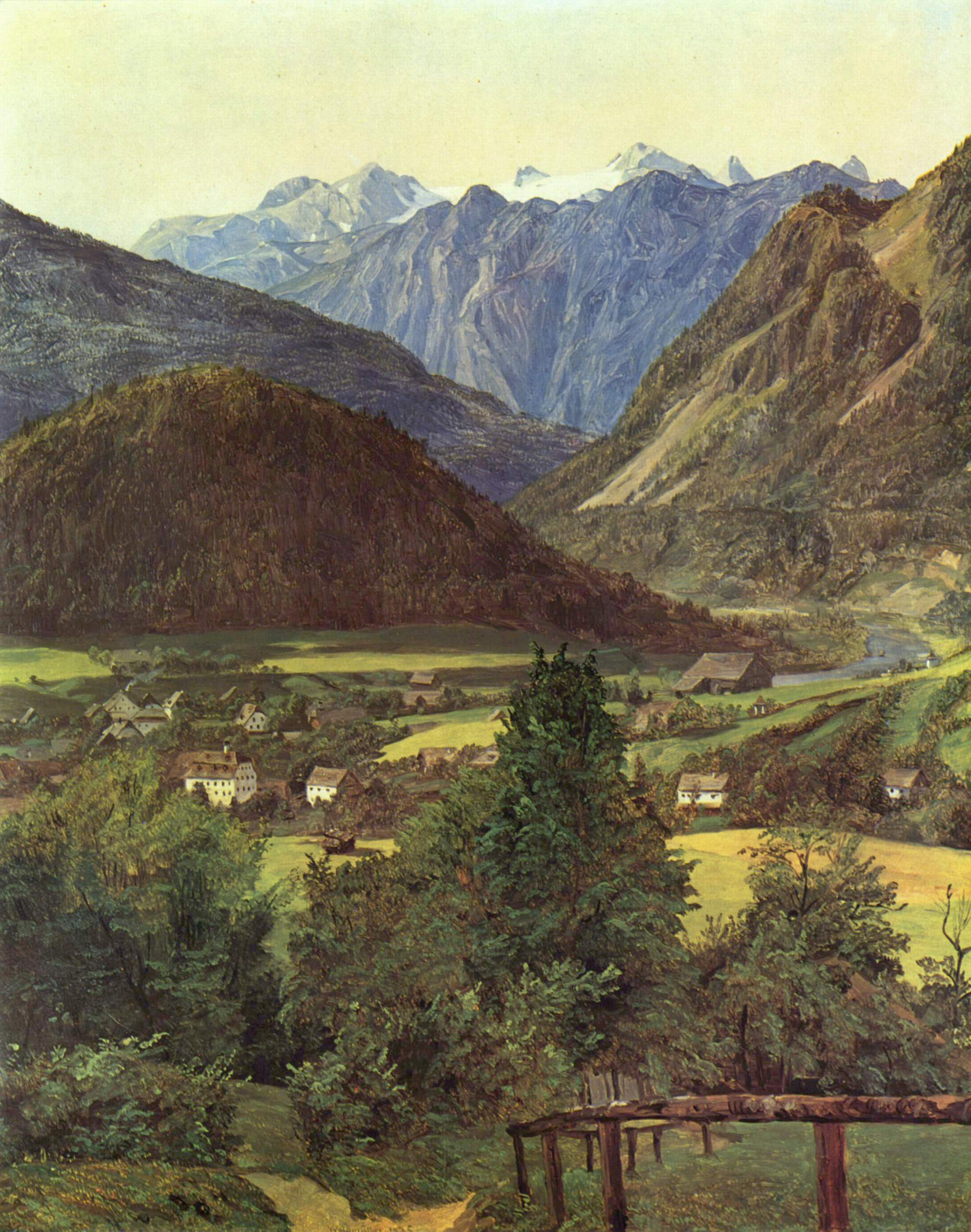
Dachstein (1839)
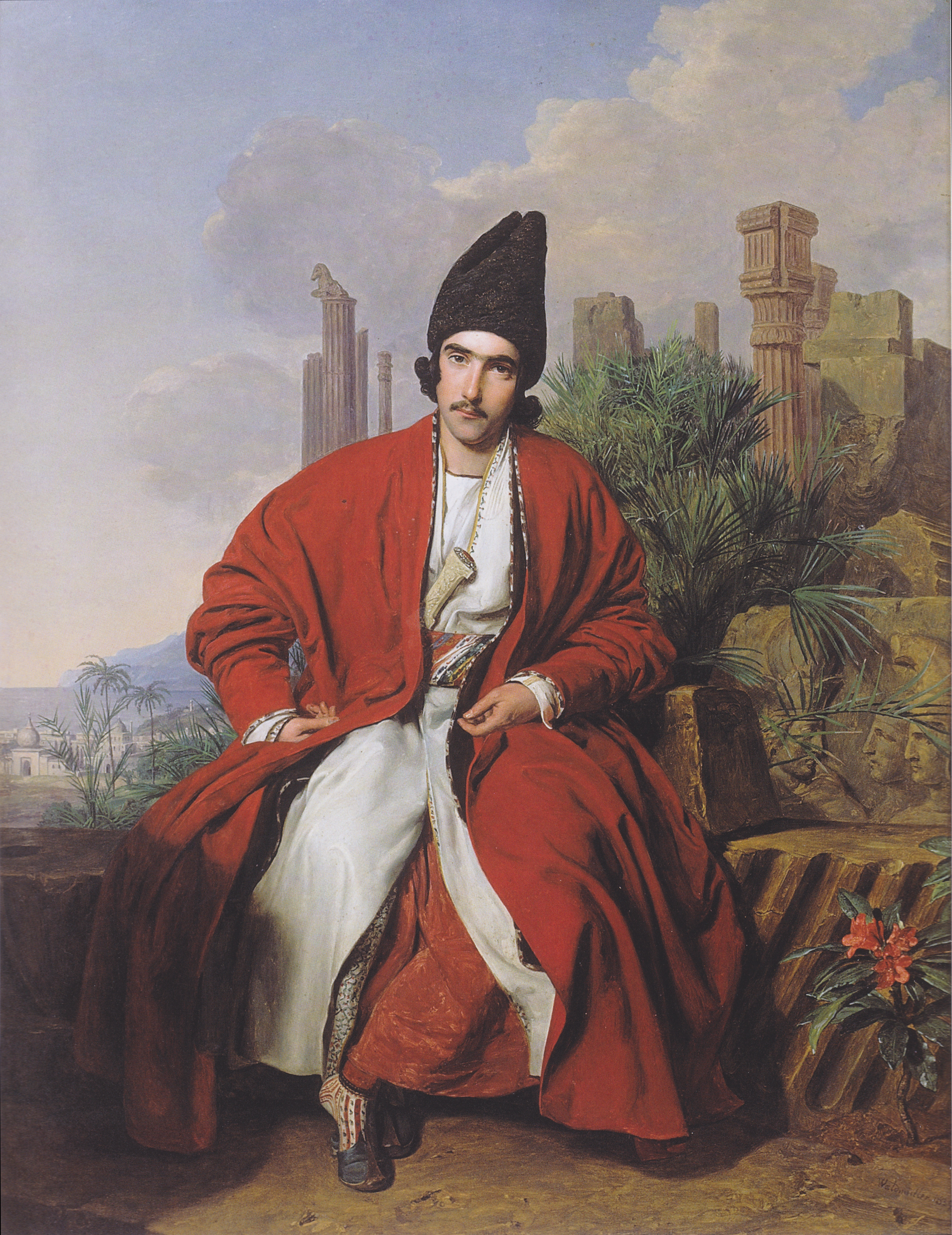
Řek v červeném kabátu (1839)
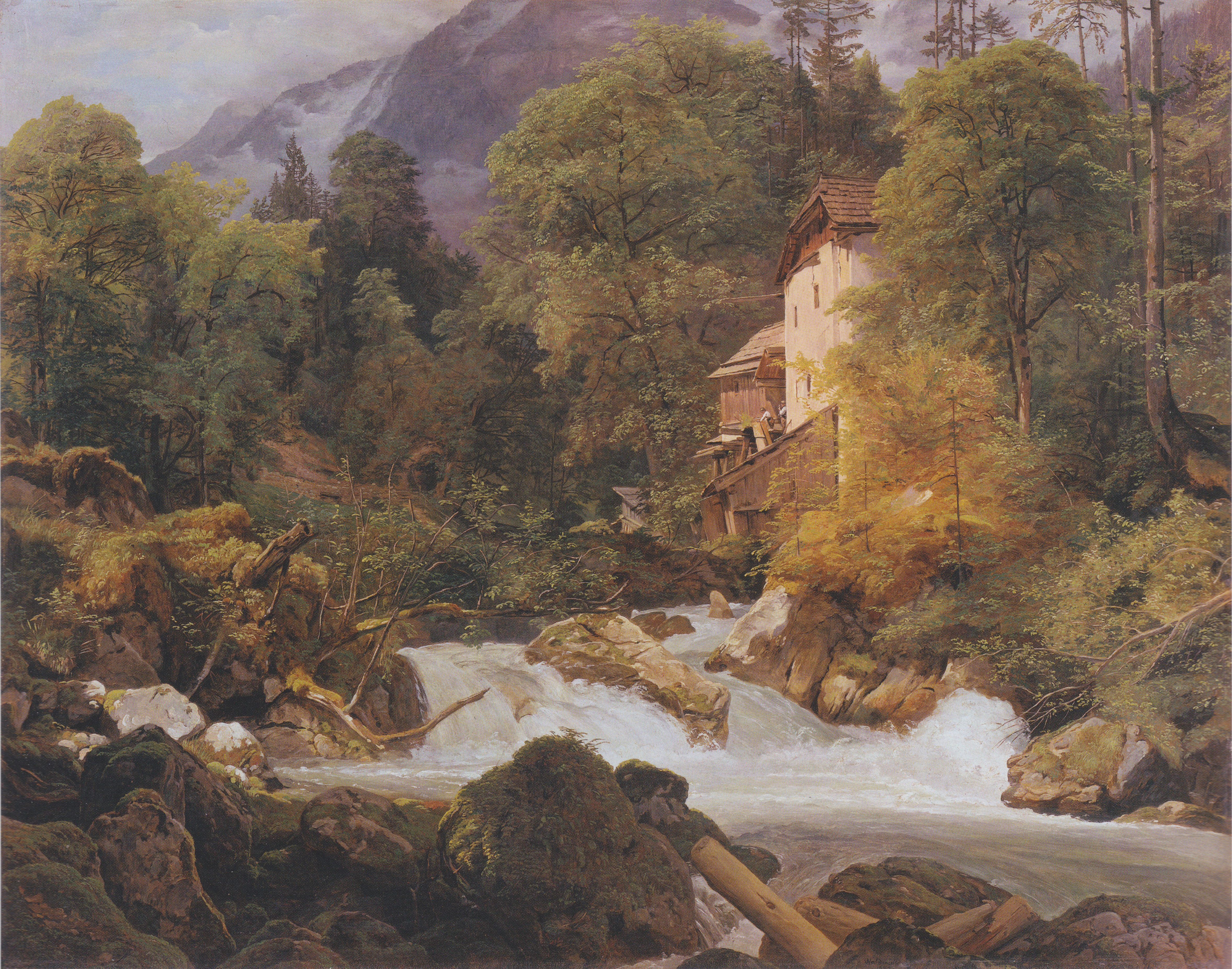
Mlýn u vodopádu jezera Königsee (1840)
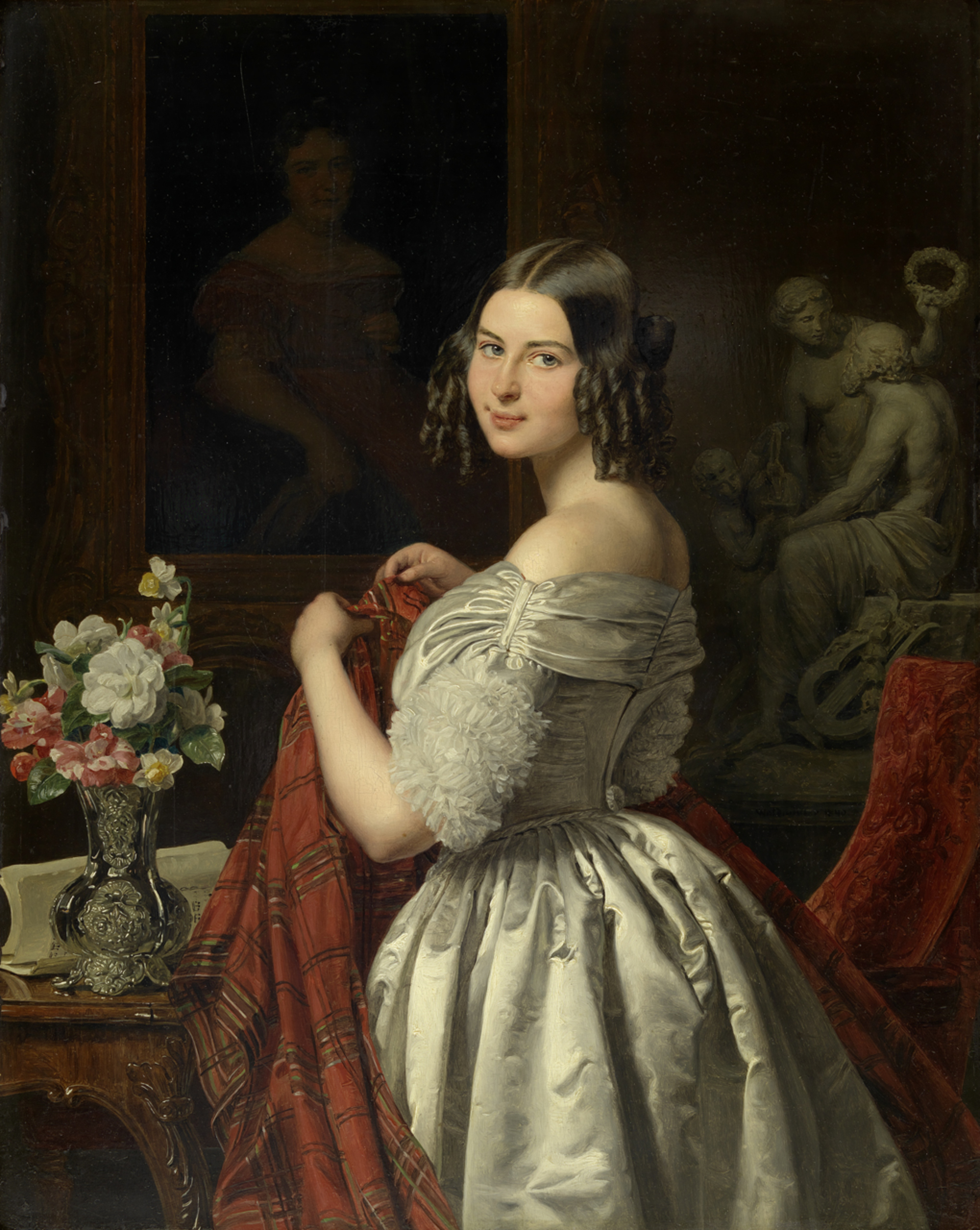
Mladá žena při toaletě (1840)
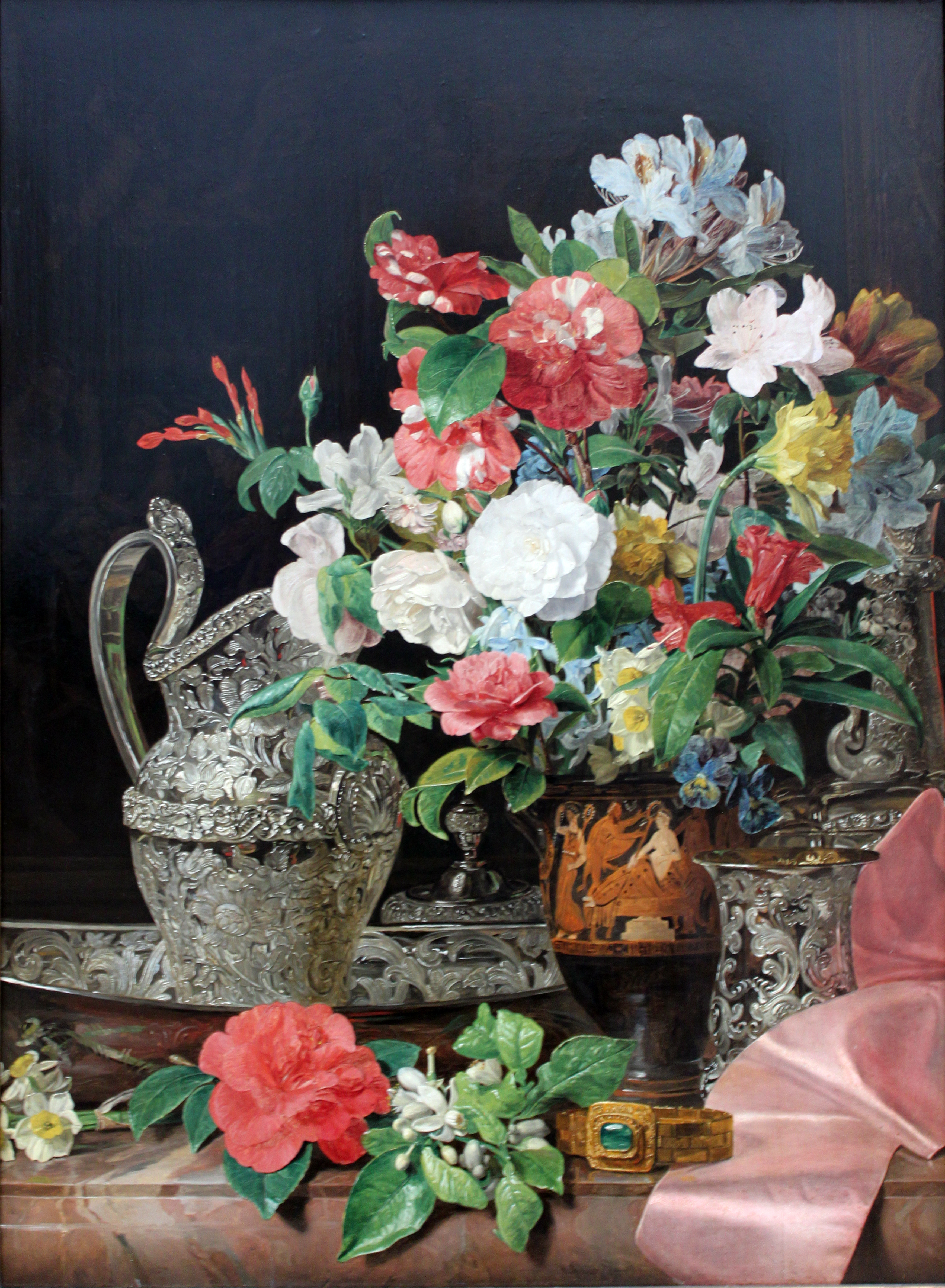
Zátiší s kyticí, stříbrnými nádobami a antickou vázou (1840)
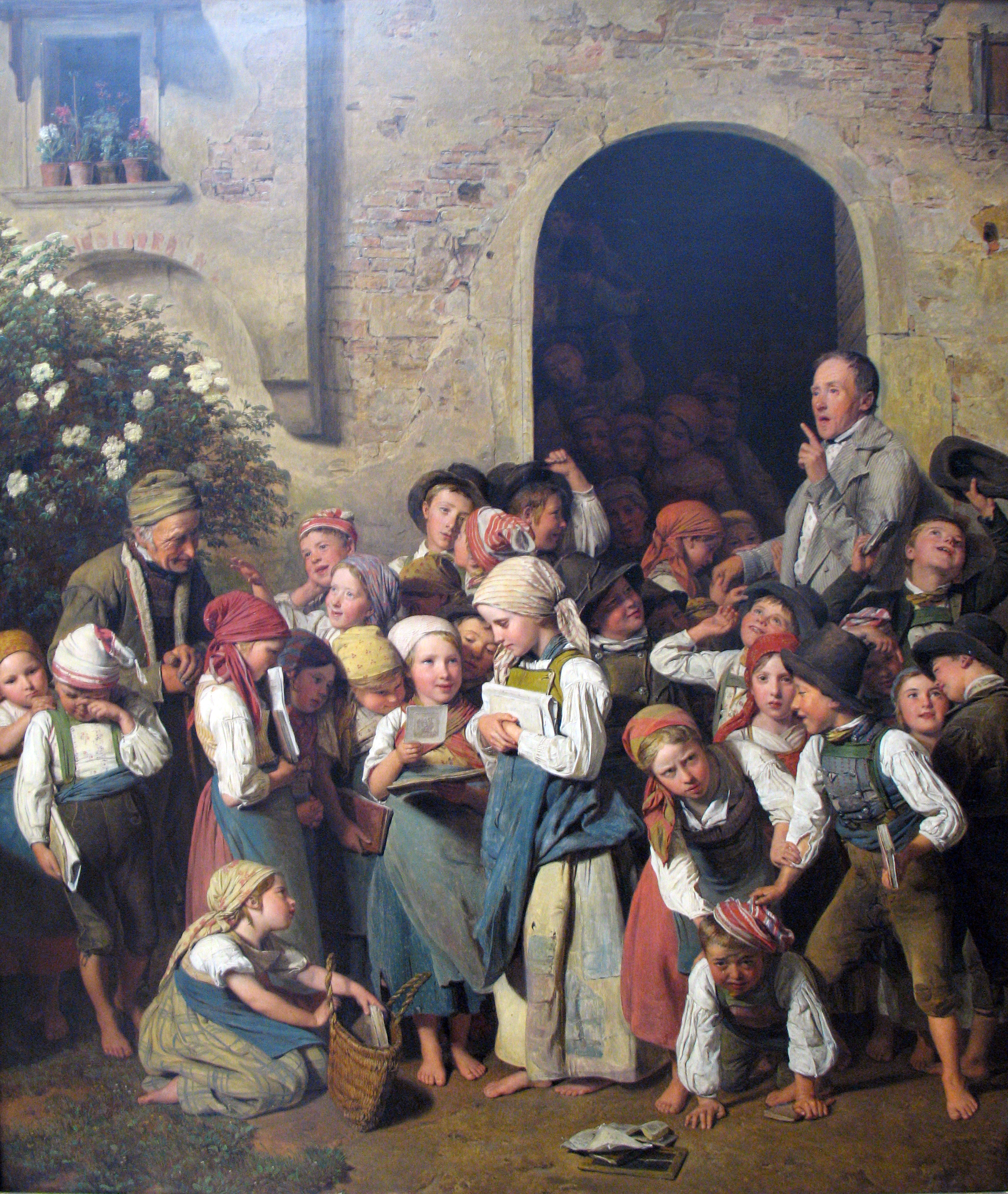
Po škole (1841)
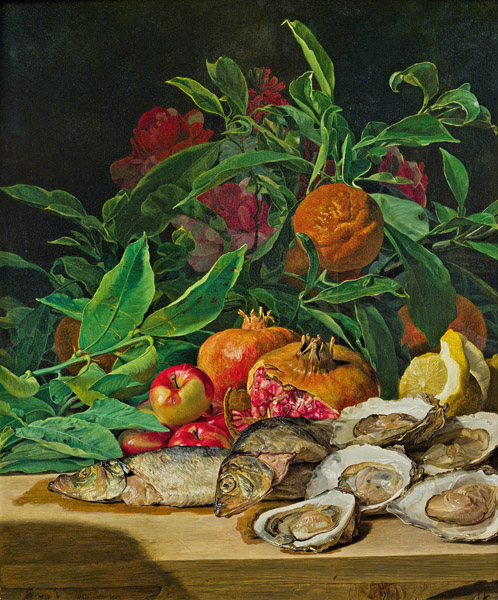
Zátiší s ústřicemi, rybami a exotickým ovocem (1842)
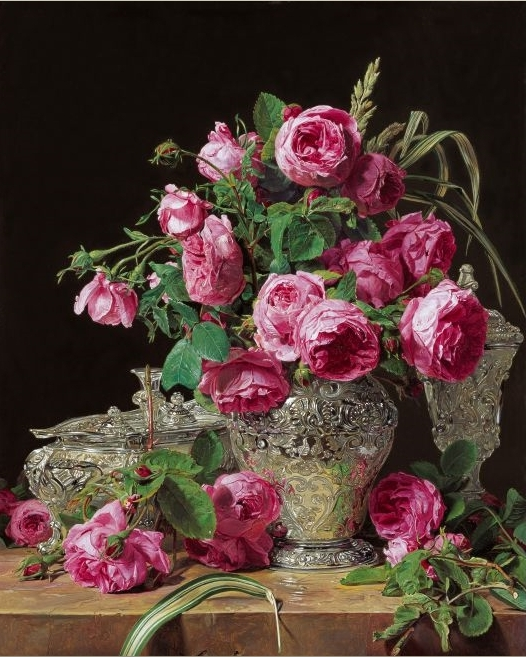
Růže (1843)
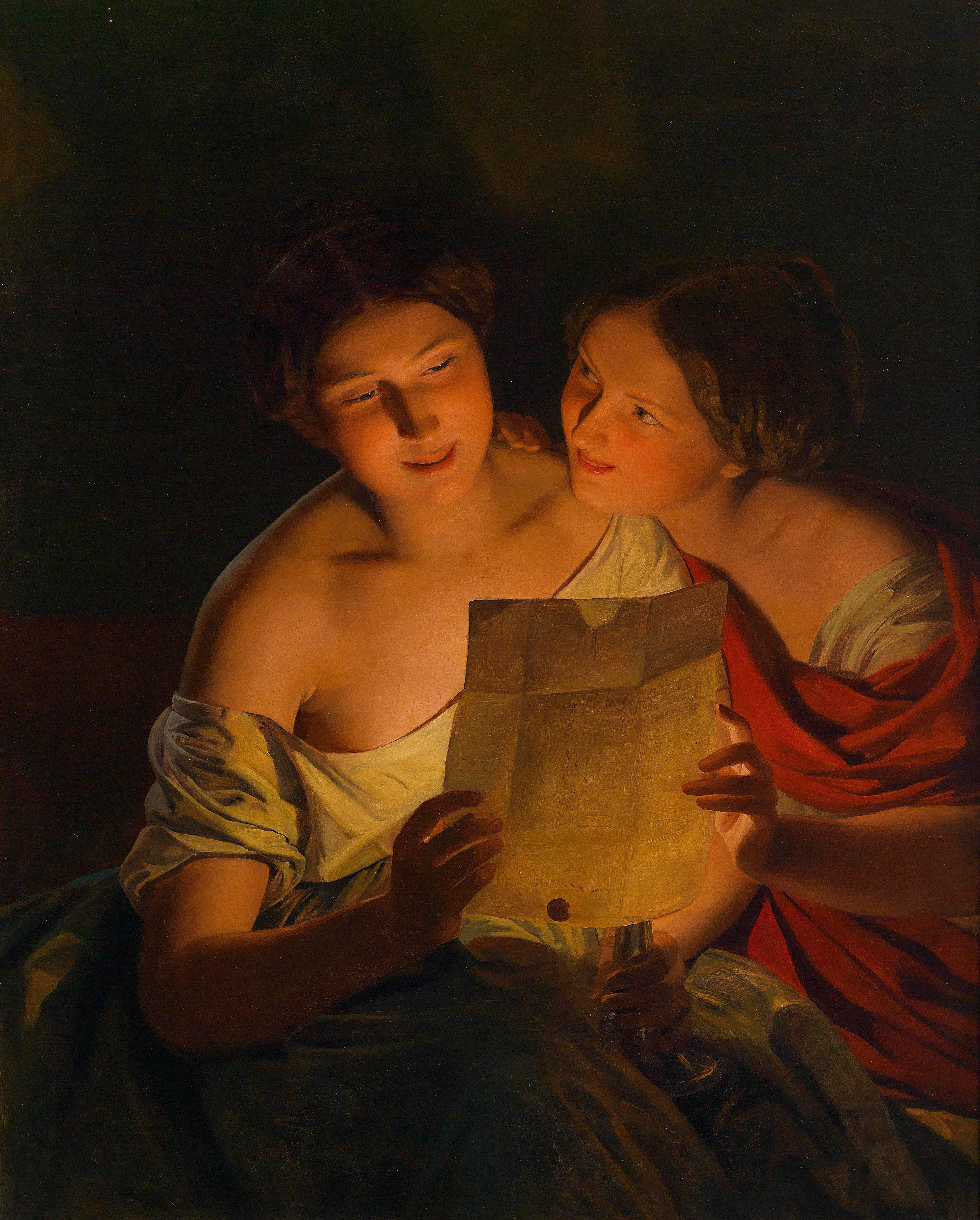
Milostný dopis (1849)
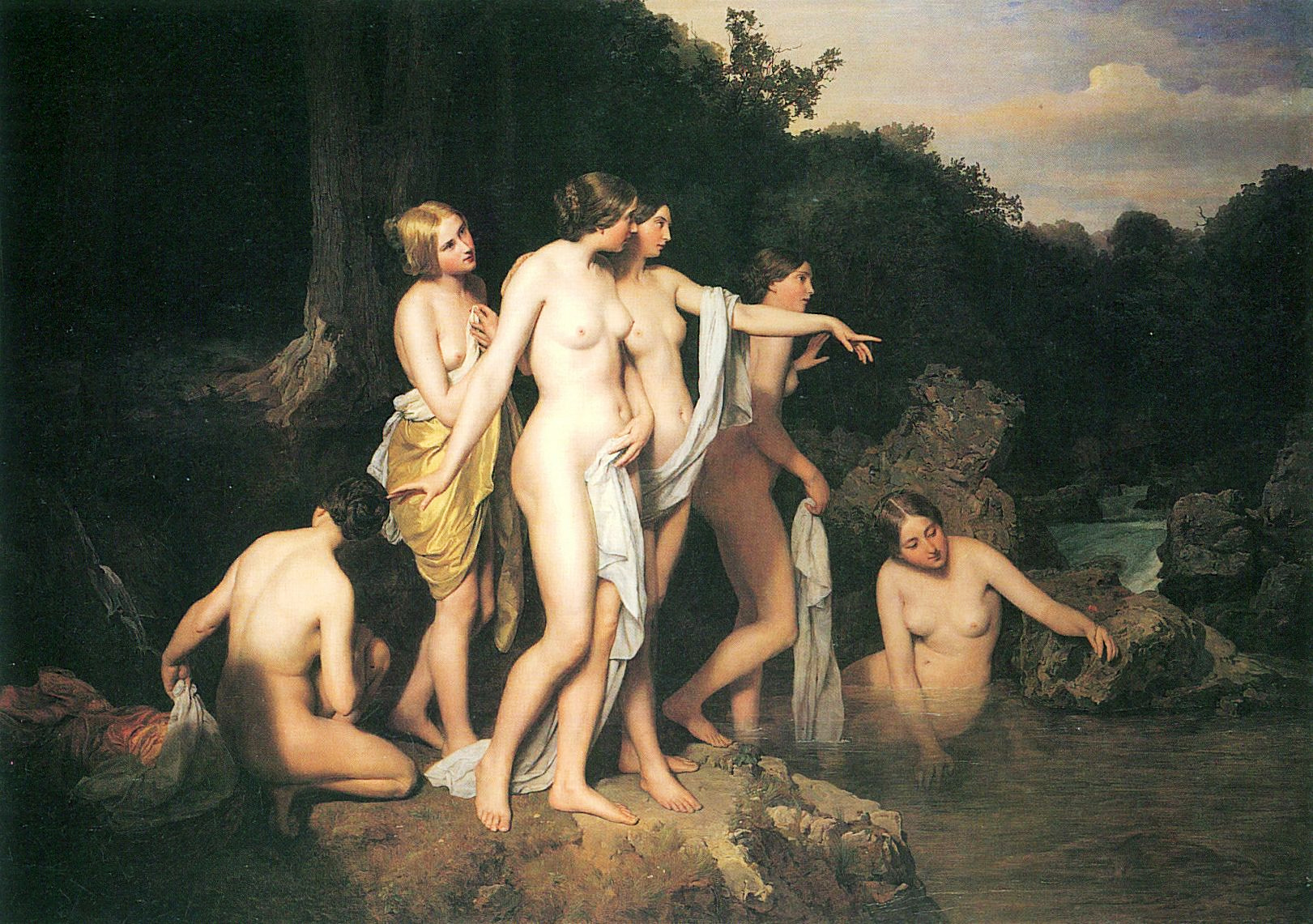
Koupající se ženy (1848–1849)
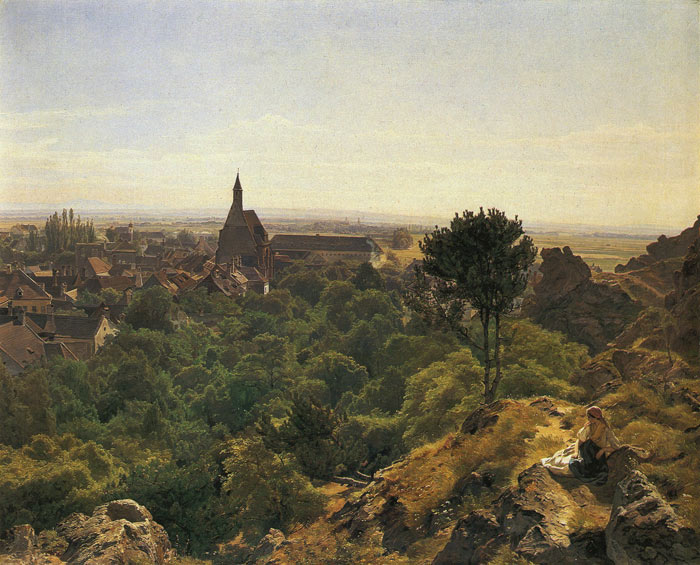
Slunečný den
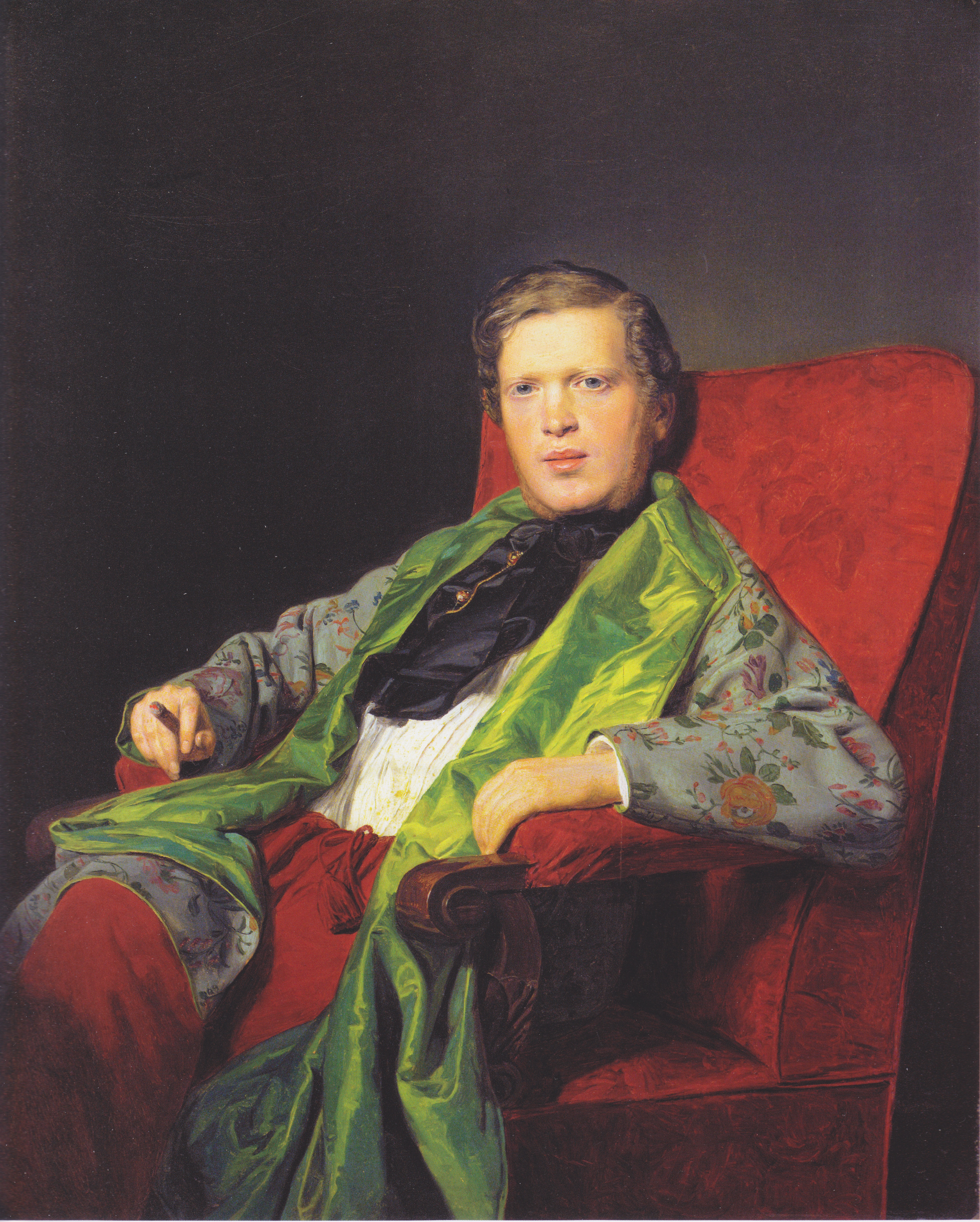
Emanuel Ritter von Neuwall
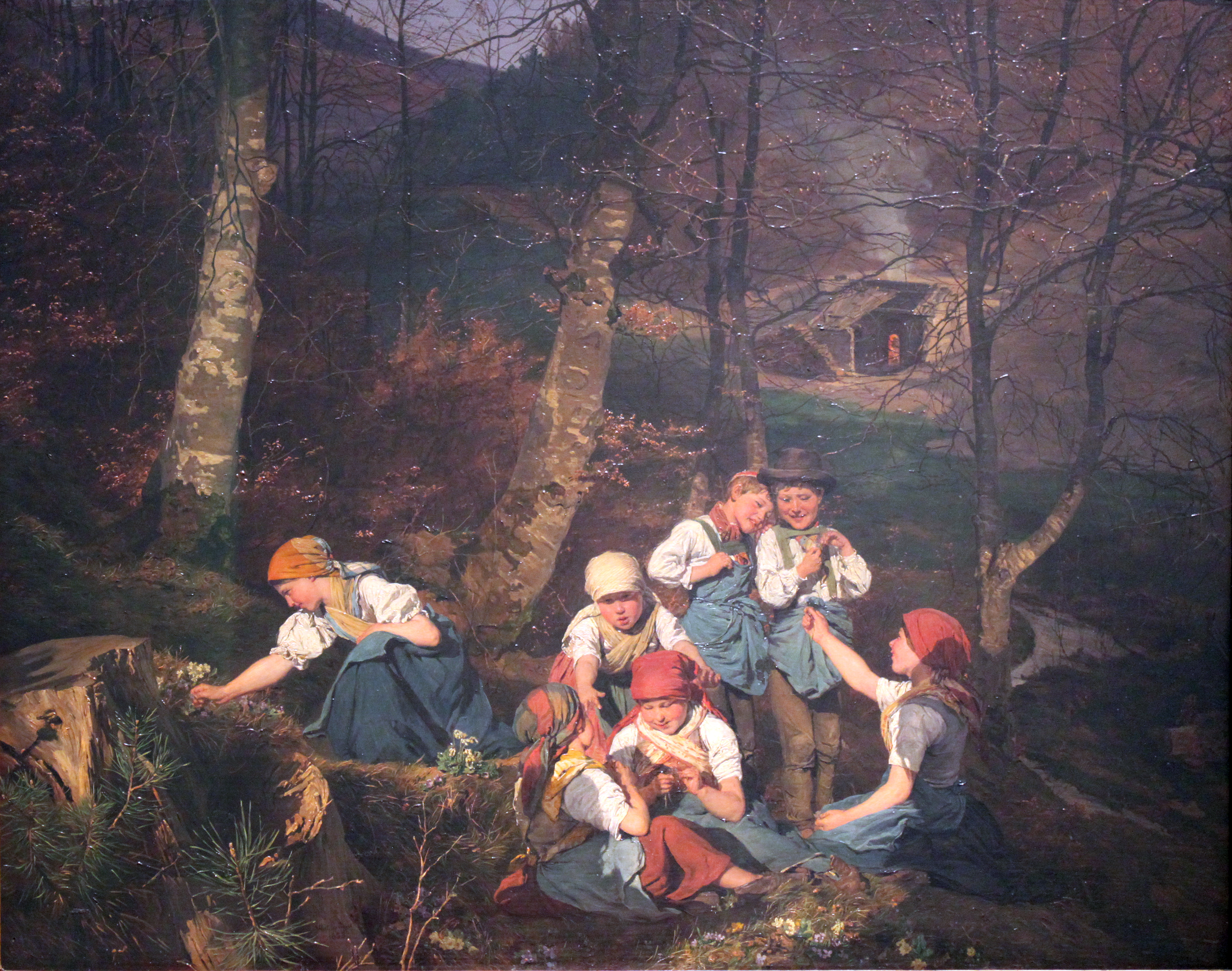
Děti v lese (1858)
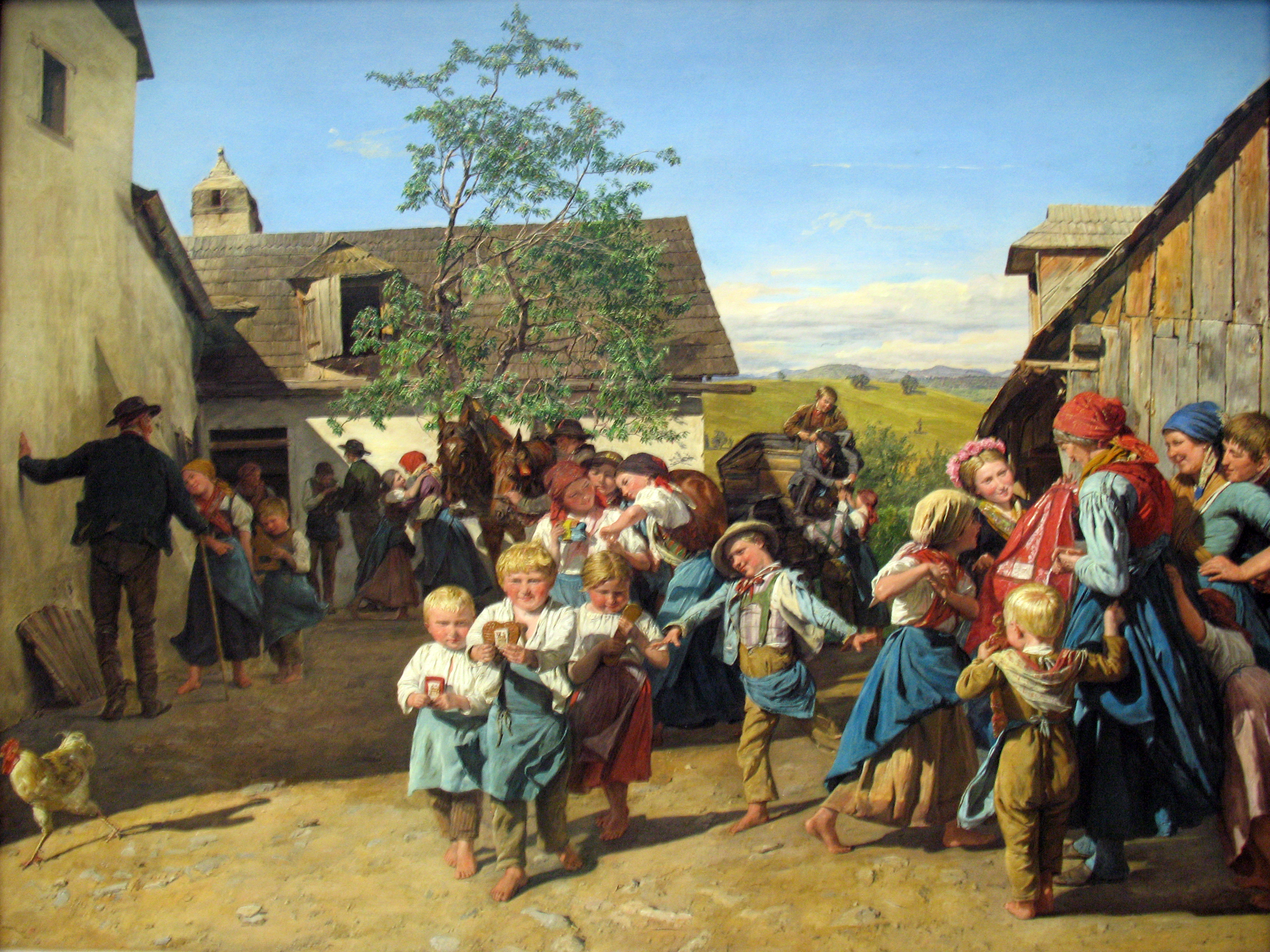
Návrat z kostela (1859)
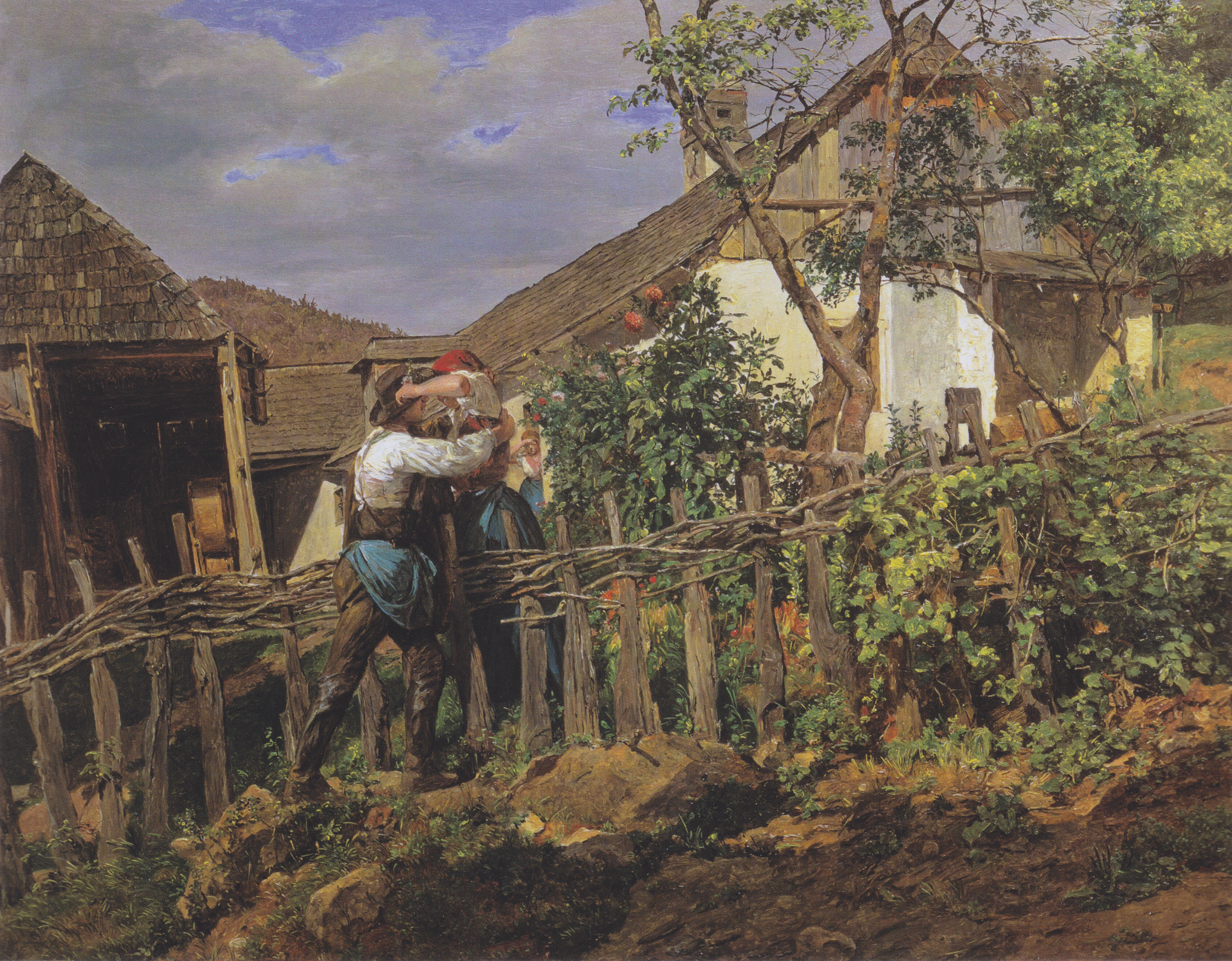
Sousedé (1859)
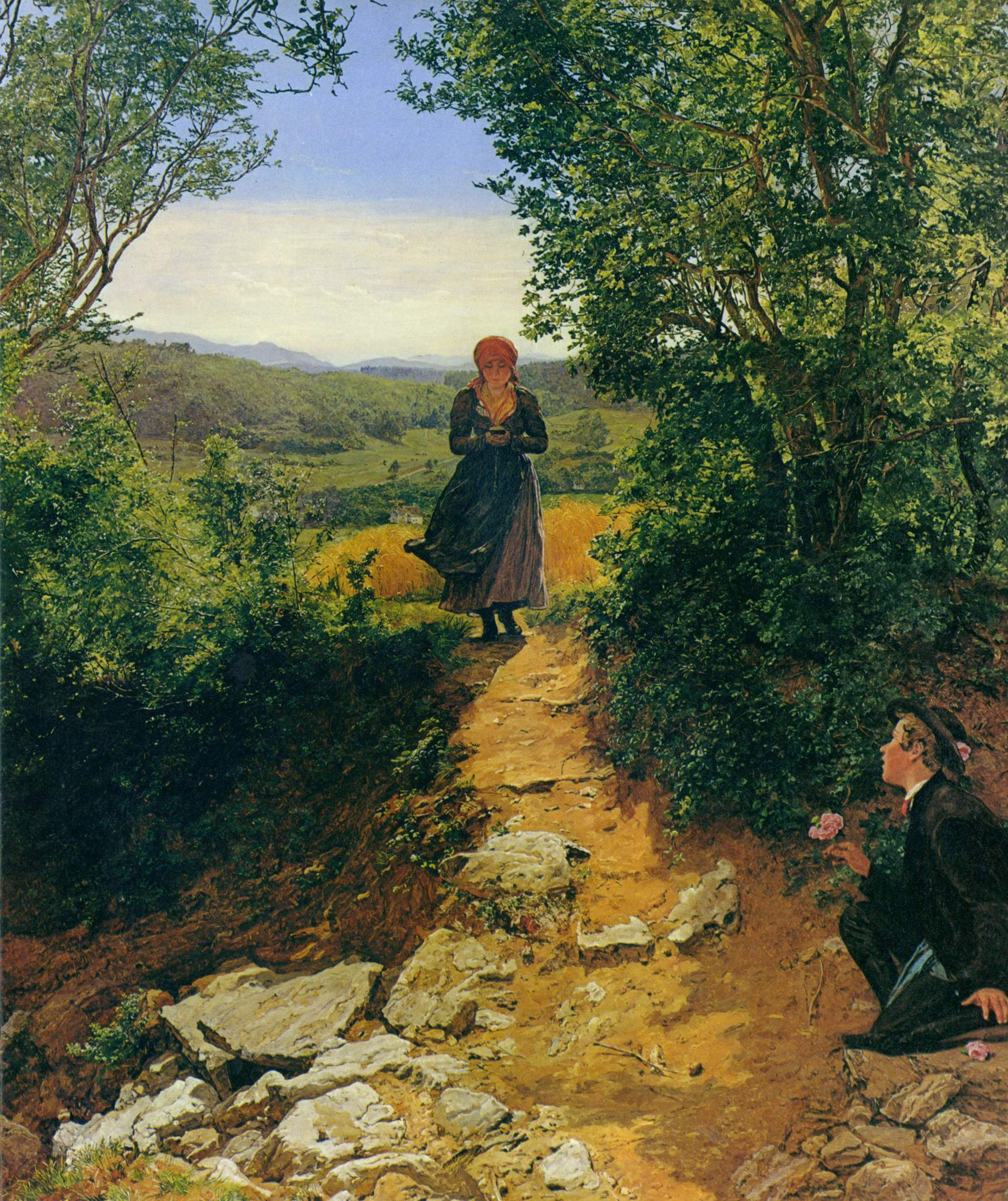
Očekávání (1860)
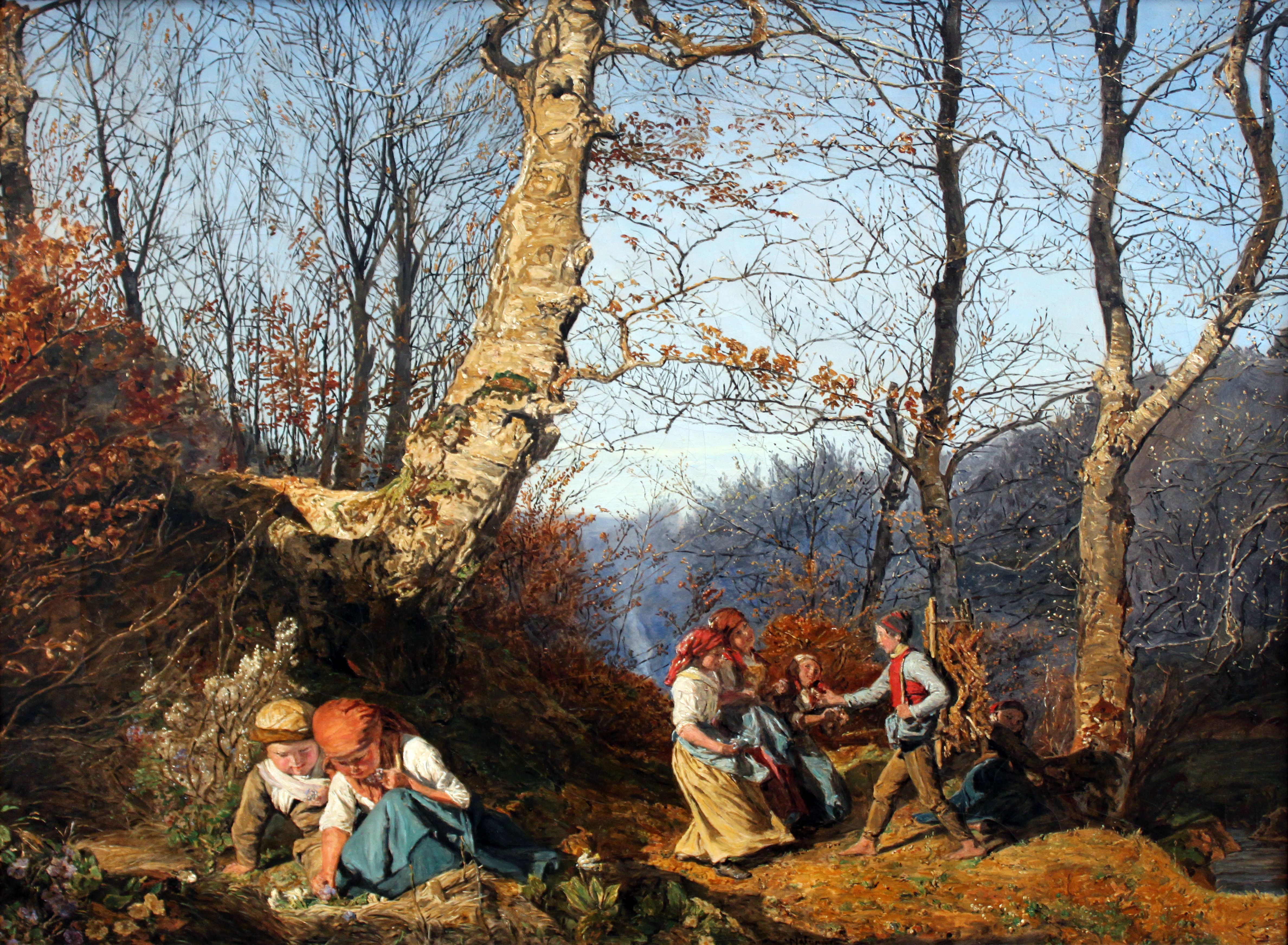
Předjaří ve Vídeňském lese (1864)
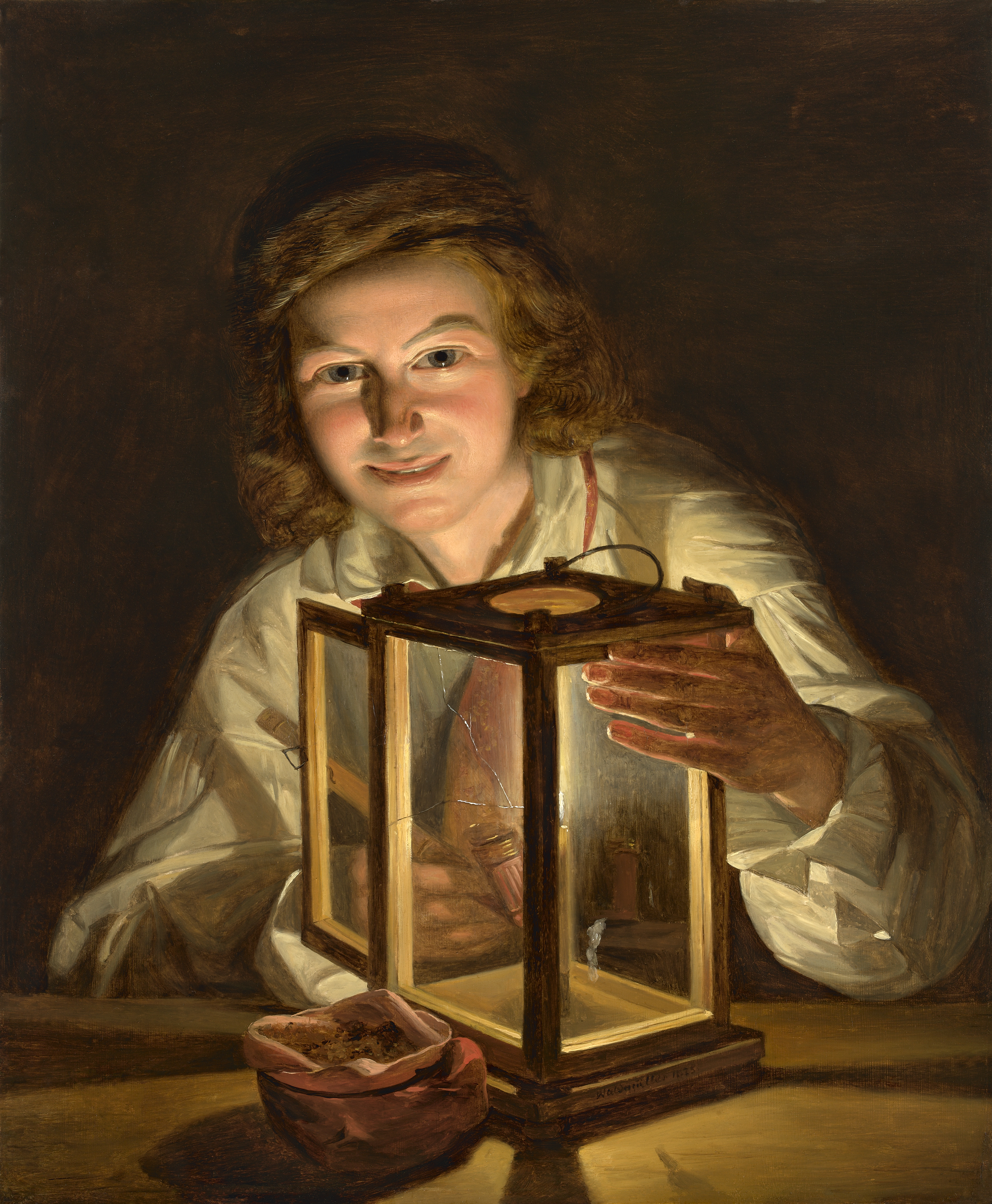
Autoportrét s lucernou